# Лебедев, Денис Александрович
Дени́с Алекса́ндрович Ле́бедев (род. 14 августа 1979, Старый Оскол, Белгородская область) — российский боксёр-профессионал, выступавший в первой тяжёлой весовой категории (до 90,892 кг). Чемпион мира по версиям WBA (2012—2018), IBF (2016).

## Биография
Родился и вырос в Старом Осколе, по настоянию отца занялся боксом. В детстве также занимался спортивной гимнастикой. С детства был знаком с Фёдором Емельяненко. Тренер Дениса — Евгений Сергеев. В любительских соревнованиях выиграл чемпионат Европы среди юниоров 1997 года в весовой категории до 75 кг, а также стал обладателем бронзовой медали Игр Доброй воли 1998 года в весовой категории до 81 кг. Служил в ЦСКА, после увольнения в запас начал профессиональную карьеру боксера. Является муниципальным депутатом города Чехов согласно проведенным 10 сентября 2017 года выборам.
В марте 2023 года стал участником шоу «Новые Звёзды в Африке» на телеканале «ТНТ», покинул проект в 14 выпуске и занял 4-е место.

## Любительская карьера
Успешно начал международную карьеру в любительском боксе, одержав победу на первенстве Европы среди юниоров 1997 года, проходившем в английском Бирмингеме. Выступал в весовой категории до 75 кг. Начал турнир с убедительной победы над итальянцем Микеле Арамини, нокаутировав оппонента уже в первом раунде. В четвертьфинальном и полуфинальном поединках чемпионата Денис также досрочно, в третьем раунде, остановил, соответственно, Габрида Оруджиева (Азербайджан) и Хасана Килича (Турция). В решающем бою первенства выиграл у венгра Дьердя Хидвеги (по очкам, 6:4) и стал чемпионом Европы.
В 1998 году принял участие в боксёрском турнире 4-х Игр Доброй воли в Нью-Йорке. Выступая в весовой категории до 81 кг, победил в четвертьфинале поляка Томаша Боровски (по очкам, 10:5). Однако на полуфинальной стадии турнира уступил американцу Оланде Андерсону (по очкам, 1:5) и стал в итоге обладателем бронзовой медали Игр.
В 2001 году принял решение начать выступления на профессиональном ринге.

## Профессиональная карьера

### Полутяжёлый вес
Дебютировал в 2001 году в полутяжёлом весе. В третьем поединке завоевал титул чемпиона России в полутяжёлом весе. Повторно выиграл титул в 2004 году, и проведя в итоге 13 последовательных побед на профессиональном ринге, ушёл из бокса.

### Первый тяжёлый вес
В 2008 году вернулся и дебютировал в первом тяжёлом весе. Со следующего года начал боксировать с высокорейтинговыми соперниками. 22 марта нокаутировал в 5-м раунде кубинца Элисео Кастильо.

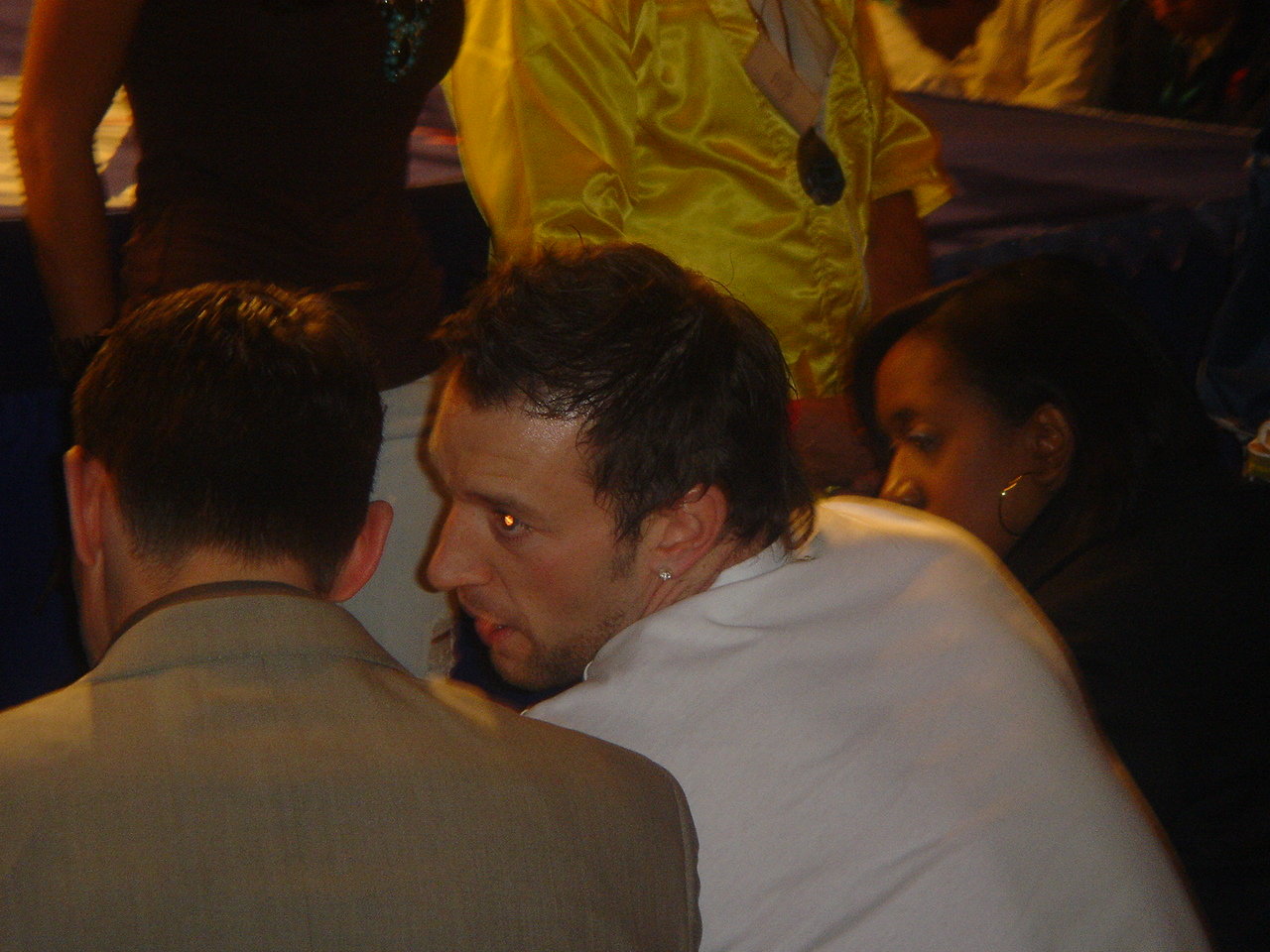
Энцо Маккаринелли

#### Бой с Энцо Маккаринелли
В июле 2009 года завоевал титул интерконтинентального чемпиона по версии WBO, победив техническим нокаутом бывшего чемпиона мира, валлийца Энцо Маккаринелли.

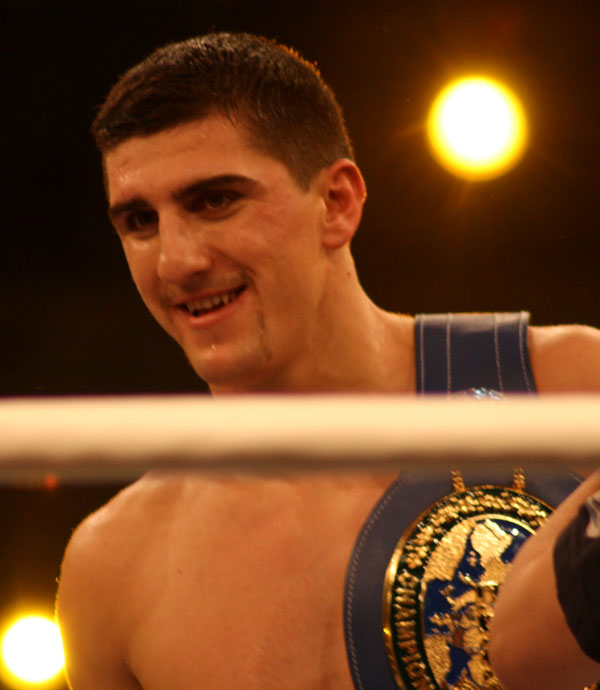
Марко Хук

Выиграв 8 подряд боёв нокаутом, после победы над соотечественником Александром Алексеевым добился права на титульный бой с немецким боснийцем Марко Хуком за звание чемпиона мира по версии WBO, которым владел последний.

#### Бой с Марко Хуком
18 декабря 2010 года, как обязательный претендент, вышел на ринг с чемпионом мира, Марко Хуком. На берлинском ринге россиянин действовал первым номером и с небольшим преимуществом вёл бой, хотя Марко Хук провёл больше «чистых» ударов. Бой вышел довольно конкурентный и напористый со стороны обоих боксёров. Американский судья поставил оценки 116—112 в пользу Лебедева, а двое других 115—113 в пользу немца. Хук защитил свой титул, хотя многие эксперты и зрители, включая немцев, категорически не согласились c судейским решением, называя его грабежом.

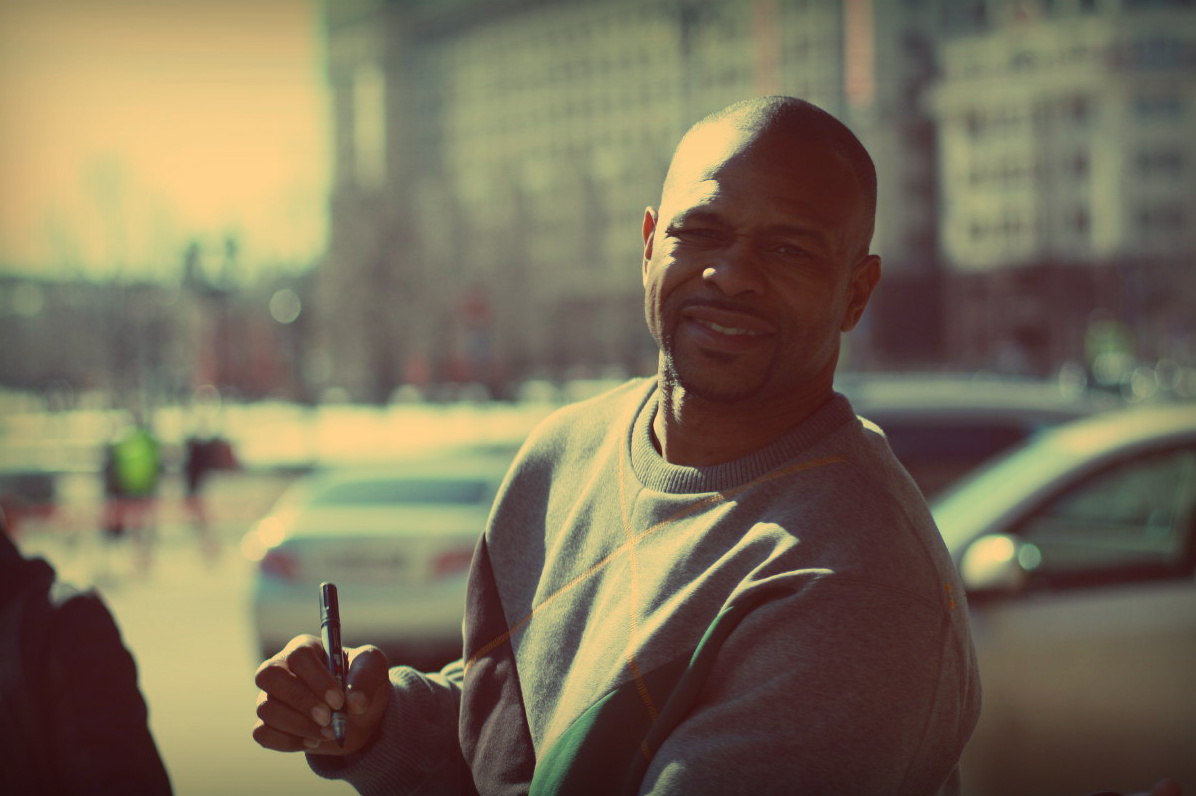
Рой Джонс

#### Бой с Роем Джонсом
21 мая 2011 года встретился в России с легендарным боксёром, 42-летним Роем Джонсом. На протяжении большей части боя преимущество было на стороне российского боксёра. Во втором раунде нанёс, вероятно случайно, удар головой в висок Джонсу. В концовке четвёртого раунда нанёс точный удар и смог потрясти Джонса. В девятом раунде пропустил мощный удар в голову, но смог выстоять. На последних секундах десятого раунда провёл серию точных ударов, и Джонс буквально повис на канатах, закрыв лицо руками и наклонившись немного вперед. Было очевидно, что Джонс находится в тяжёлом, так называемом «стоячем нокауте». Посмотрев на рефери и не увидев, что тот не будет останавливать бой, нанес сильнейший правый в голову Джонса. После чего Джонс «рухнул» на настил ринга. Лишь после этого рефери вмешался и остановил бой. Врачам потребовалось больше 10 минут, чтобы привести Джонса в чувство.
После боя на вопрос о последнем ударе заявил, что ни о чём не сожалеет. На обвинения в некомпетентности рефери, который мог предотвратить последний удар, рефери заявил, что не знал, что Джонс находится в тяжёлом нокауте, хотя в тот момент находился в двух шагах от боксёров. На вопрос, что думает сам Джонс о последнем ударе, он ответил философски: «Я прощаю ему»[кому?].

#### Бой с Джеймсом Тони
4 ноября 2011 года на московском ринге в бою против 43-летнего Джеймса Тони завоевал титул временного чемпиона по версии WBA. Денис доминировал на протяжении всего боя, хотя и не стремился послать соперника в нокдаун. Каждый из судей отдал ему победу во всех раундах. Тони пришлось сбросить около 26 килограммов, чтобы уложиться в рамки весовой категории для боя с Лебедевым. Перед поединком Тони вёл себя вызывающе: сорвал открытую тренировку и грубил российским журналистам. Букмекеры считали Лебедева фаворитом в этом бою. С первых минут боя Лебедев завладел преимуществом в ринге, бил разнообразно и точно, Тони показывал великолепные навыки защиты, работая корпусом и уклоняясь от ударов, но было видно, что ему не хватало скорости. Тони пропустил много ударов и проиграл бой, но смог достоять до конца поединка. После боя Тони заявил, что не собирается завершать карьеру.

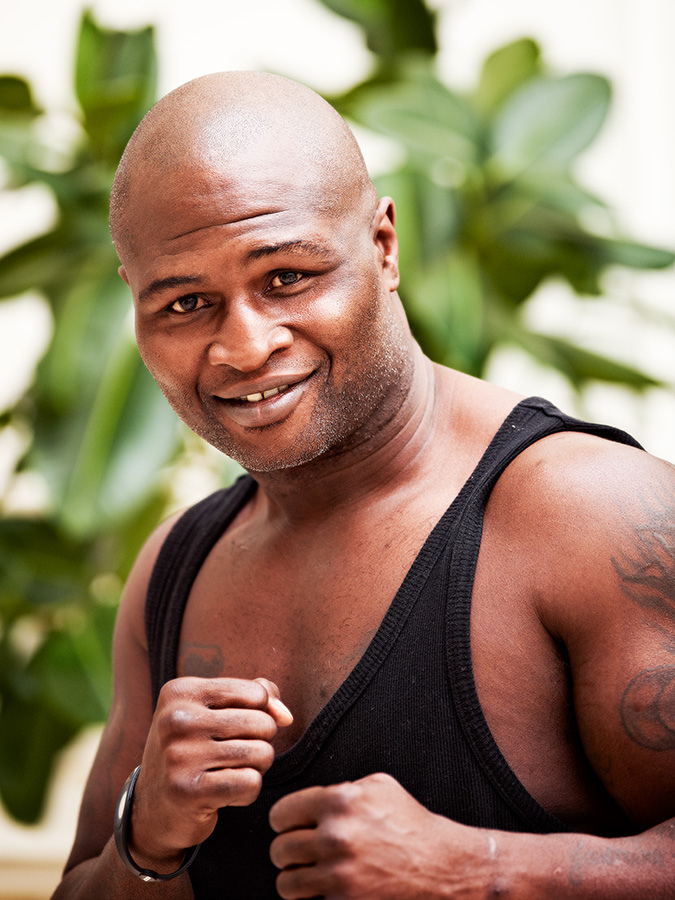
Джеймс Тони

Зимой менеджер Лебедева вёл переговоры с Доном Кингом об организации боя против «полноценного» чемпиона WBA Гильермо Джонса. Переговоры завершились неудачей, в начале марта было объявлено, что добровольную защиту титула Лебедев проведёт 4 апреля против Шона Кокса. Кокс получил возможность титульного боя после его яркой победы над бывшим чемпионом Уэйном Брэтуэйтом нокаутом в первом раунде. Денис нокаутировал Шона Кокса во 2-м раунде.

#### Бой с Сантандером Сильгадо
В понедельник, 17 декабря 2012 года в первой защите полноценного титула чемпиона мира встретился с молодым, непобеждённым боксёром, Сантандером Сильгадо. В первом раунде было заметно преимущество в классе Лебедева, где он провёл несколько успешных серий, но Сильгадо выстоял. Второй раунд вышел более равным, и Сильгадо смог продемонстрировать конкурентное противостояние. Третий раунд так же был напряжённым и претендент демонстрировал свою конкурентоспособность. Четвёртый раунд был очень яркий, Лебедев провёл затяжную серию ударов, но Сантандер начал уворачиваться, и уж было смог оправиться от потрясений, как через несколько секунд после серии, Лебедев провёл встречный удар, и левым апперкотом отправил непобеждённого колумбийца в глубокий нокаут. Сильгадо упал на настил ринга. Рефери начал открывать счёт, но, увидев, что колумбиец даже не шевелится, прекратил бой, зафиксировав победу Лебедева нокаутом.

#### Бой с Гильермо Джонсом
Изначально поединок был запланирован на 6 октября 2012 года, но затем перенесён на 3 недели позже. Долгое время стороны не могли достичь соглашения, но позже контракт был заключён, но дата проведения боя не была определённой, и была перенесена с 27 октября, на неопределённый срок. Стороны пришли к соглашению что Гильермо Джонс проведёт промежуточный поединок с американцем, Андресом Тейлором 27 октября в Венесуэле, а затем в случае победы, 17 декабря проведёт обязательную защиту с Лебедевым. Джонс менее чем за неделю отменил свой поединок с Тейлором, а 30 октября 2012 года, он отказался встретиться с Денисом Лебедевым по причине травмы. После этого заявления, WBA, лишила Джонса звания чемпиона мира, и объявила его «чемпионом в отпуске», и назначила Дениса Лебедева полноценным чемпионом WBA. Ассоциация также объявила Джонса обязательным претендентом на титул Лебедева, и отсрочила их встречу сроком до 6 месяцев.
17 мая 2013 года Лебедев вышел на ринг с Гильермо Джонсом. Джонс был бывшим чемпионом мира, который был лишён титула за простой, и его титул в итоге завоевал Денис Лебедев. Поединок вышел очень зрелищный и захватывающий. С первого раунда соперники осыпали друг друга градом ударов, но Лебедев нанёс намного больше ударов. 41-летний Джонс легко устаивал перед всеми пропущенными ударами. С первого раунда в результате точных попаданий Гильермо над правым глазом Дениса образовалось рассечение, которое позже переросло в гематому. Денис старался закончить бой досрочно, но Гильермо держал все пропущенные удары. В 11-м раунде обессиленный Денис не смог выдерживать боли от ударов в повреждённый глаз и встал на колено. Денис смог подняться, но ушёл в сторону от рефери, ведущего отсчет нокаута, в результате чего судья остановил бой. Лебедев проиграл досрочно. Денис с решением не спорил. 41-летний Гильермо Джонс совершил сенсацию, снова став чемпионом мира, и опроверг котировки букмекеров, которые прогнозировали победу Лебедева в соотношении 8 к 1.
18 октября 2013 года WBA лишила Джонса титула за допинг, и боксер Лебедев объявлен чемпионом.
25 апреля 2014 года был назначен матч реванш Лебедева с Гильермо Джонсом. Допинг-проба, взятая перед боем швейцарской лабораторией LAD, дала положительный результат. По итогам комиссии WBA, поединок был отменён в день боя, пояс сохранился у Лебедева.
В 2015 году суд США признал, что бой сорвался по вине промоутера Дона Кинга, и присудил компенсацию российскому промоутеру Андрею Рябинскому почти в 1,6 млн долларов.
11 июня 2015 года директорат WBA принял решение аннулировать результат боя 17 мая 2013 года между Лебедевым и Джонсом.
Спустя ещё два года бой официально был признан несостоявшимся.

#### Бой с Павлом Колодзеем
27 сентября 2014 года в Москве чемпион мира по версии WBA в первом тяжёлом весе 35-летний российский боксёр Денис Лебедев нокаутировал не имевшего поражений 193-сантиметрового 33-летнего поляка Павла Колодзея (33-0).

#### Бой с Йоури Каленгой
10 апреля 2015 года состоялась обязательная защита против Йоури Каленги. С начала боя Денис демонстрировал своё преимущество в технике и вёл бой. Но в 4 раунде Йоури подловил чемпиона и Лебедев впервые в карьере оказался в нокдауне. Но это не остановило чемпиона и он продолжал доминировать в ринге. И в 7 раунде уже француз оказался в нокдауне. В итоге в крайне тяжёлом для обоих боксёров бою победу одержал Лебедев 116—111 115—112 и 116—110.

#### Бой с Латифом Кайоде
4 ноября 2015 года в Казани (Татарстан) встретился с нигерийским боксёром, длинноруким Латифом Кайоде. Сторонники агрессивной наступательной тактики, оба бойца начали поединок с осторожной и внимательной разведки, и плотно занялись друг другом только к третьему раунду. В 7 раунде Денис послал нигерийского боксёра в нокдаун. В 8 раунде Кайоде дважды оказался на настиле ринга и рефери остановил бой.

#### Объединительный бой с Виктором Рамиресом
21 мая 2016 года состоялся объединительный бой между россиянином Денисом Лебедевым и аргентинцем Виктором Эмилио Рамиресом. В первом раунде соперники присматривались друг к другу. Победу в раунде с небольшим преимуществом одержал Лебедев. Во втором раунде Лебедев сильно потряс Рамиреса, отправил в нокдаун. Аргентинец встал и смог продолжить бой, но Денис сразу бросился добивать соперника. После многоударной комбинации Рамирес перестал отвечать, и рефери прекратил поединок.

#### Бой с Муратом Гассиевым
3 декабря 2016 года в Москве состоялся поединок между чемпионом мира по версиям WBA и IBF Денисом Лебедевым и обязательным претендентом на пояс IBF Муратом Гассиевым. Чемпионский пояс Лебедева по версии WBA на поединок выставлен не был.
Первые два раунда боя проходили в небыстром темпе. Соперники присматривались друг к другу и серии ударов проводили поочерёдно, хотя казалось, что выпады Гассиева были острее.
Начиная с третьего раунда, Гассиев стал активно прессинговать Лебедева. Определяющим был пятый раунд, когда Лебедев во второй раз в своей карьере оказался в нокдауне — Гассиев провёл хороший удар по печени. В дальнейшем на ринге снова пошёл ровный, но при этом зрелищный бой.
Денис Лебедев в равном двенадцатираундовом бою раздельным решением судей потерпел поражение от своего соотечественника Мурата Гассиева и потерял пояс чемпиона IBF в первом тяжёлом весе, завоеванный в прошлом поединке против аргентинца Виктора Рамиреса.

#### Бой с Марком Флэнаганом
9 июля 2017 года провёл добровольную защиту титула чемпиона мира по версии WBA, встретившись с малоизвестным 27-ми летним австралийцем Марком Флэнаганом, имевшим в послужном списке 22 победы при 4 поражениях. Для Флэнагана это был первый бой за пределами родной Австралии. Поединок проходил в невысоком темпе с преимуществом Лебедева, который периодически точно попадал по сопернику, но не создавал ему серьёзной угрозы. Флэнаган хорошо двигался, контратаковал, но оставался достаточно предсказуемым. В начале 9-го раунда Лебедев отправил соперника в нокдаун точным левым прямым в корпус. По итогам 12-ти раундового поединка Ледебев победил единогласным решением судей со счётом 119:108, 120—107, 119—108.

#### Лишение титула
1 февраля 2018 года. Всемирная боксерская ассоциация (WBA) лишила Лебедева титула чемпиона мира в первом тяжелом весе в связи с тем, что он отказался участвовать в турнире Всемирная боксёрская суперсерия, и передала титул Юниеру Дортикосу, а Лебедеву был присвоен статус чемпиона в отпуске.
Не состоявшийся последний бой
В связи с отказом Александра Усика от титула чемпиона мира в первом тяжёлом весе по версии WBA и поединка с Лебедевым в марте 2019 года появилась информация о возможном восстановлении Лебедева в статусе супер-чемпиона. Его менеджер поделился планами Дениса — летом провести защиту с одним из региональных чемпионов и завершить карьеру профессионального боксёра.

### Завершение карьеры
11 июля 2019 года в своём Instagram канале выложил видео, в котором заявил о завершении спортивной карьеры.

## Общественная позиция
В ходе президентских выборов 2018 года вошёл в состав движения Putin Team, выступавшего в поддержку Владимира Путина.
В 2022 году выступил с поддержкой полномасштабного вторжения России на территорию Украины, озвучив теорию заговора об украинских биолабораториях.

## Таблица профессиональных поединков
В таблице перечислены результаты всех поединков боксёров.
В каждой строке указан результат поединка. Дополнительно номер поединка обозначен цветом, который обозначает итог поединка. Расшифровка обозначений и цветов представлена в нижеследующей таблице.
| Пример | Расшифровка                     |
| ------ | ------------------------------- |
|        | Победа                          |
|        | Ничья                           |
|        | Поражение                       |
|        | Планируемый поединок            |
|        | Поединок признан несостоявшимся |
| КО     | Нокаут                          |
| ТКО    | Технический нокаут              |
| PTS    | Решение судей (по очкам)        |
| UD     | Единогласное решение судей      |
| MD     | Решение большинства судей       |
| SD     | Раздельное решение судей        |
| RTD    | Отказ от продолжения боя        |
| DQ     | Дисквалификация                 |
| NC     | Поединок признан несостоявшимся |

| Бой | Рекорд        | Весовая категория | Дата             | Возраст                      | Соперник                       | Возраст соперника            | Место боя                                                                  | Результат      | Данные о бое |
| --- | ------------- | ----------------- | ---------------- | ---------------------------- | ------------------------------ | ---------------------------- | -------------------------------------------------------------------------- | -------------- | --- |
| 36  | 32(23)-3, 1NC | Первая тяжёлая    | 21 декабря 2019  | 40 лет 4 месяца и 7 дней     | Табисо Мчуну (21-5)            | 31 год 9 месяцев и 17 дней   | ДС им. Ивана Ярыгина, Красноярск, Россия                                   | UD12 (12)      | Счёт: 108-119, 107-120, 112-115. Бой за вакантный титул чемпиона по версии WBC Silver в 1-м тяжёлом весе.                                                             |
| 35  | 32(23)-2, 1NC | Первая тяжёлая    | 24 ноября 2018   | 39 лет 3 месяца и 10 дней    | Майк Уилсон (19-0)             | 35 лет 9 месяцев и 17 дней   | Casino de Monte Carlo Salle Medecin, Монте-Карло, Монако                   | UD12 (12)      | Счёт: 119-109, 117-111, 119-109. |
| 34  | 31(23)-2, 1NC | Первая тяжёлая    | 7 сентября 2018  | 39 лет и 24 дня              | Хизни Алтункая (30-2)          | 30 лет 7 месяцев и 7 дней    | ДС «Трактор», Челябинск, Россия                                            | KO3 (10), 1:02 | |
| 33  | 30(22)-2, 1NC | Первая тяжёлая    | 9 июля 2017      | 37 лет 10 месяцев и 25 дней  | Марк Флэнаган (22-4)           | 27 лет 1 месяц и 9 дней      | ДИВС, Екатеринбург, Россия                                                 | UD12 (12)      | Флэнаган в нокдауне в 9 раунде. 119-108 120-107 119-108. Защитил титул суперчемпиона мира по версии WBA, 6-я защита Лебедева.                                         |
| 32  | 29(22)-2, 1NC | Первая тяжёлая    | 3 декабря 2016   | 37 лет 3 месяца и 19 дней    | Мурат Гассиев (23-0)           | 23 года 1 месяц и 21 день    | Мегаспорт, Москва, Россия                                                  | SD12 (12)      | Лебедев в нокдауне в 5 раунде. 112-116, 114-113, 111-116. Потерял титул чемпиона мира по версии IBF, 1-я защита Лебедева.                                             |
| 31  | 29(22)-1, 1NC | Первая тяжёлая    | 21 мая 2016      | 36 лет 9 месяцев и 7 дней    | Виктор Эмилио Рамирес (22-2-1) | 32 года 1 месяц и 21 день    | Мегаспорт, Москва, Россия                                                  | ТКО2 (12) 1:57 | Рамирес в нокдауне во 2 раунде. Защитил титул суперчемпиона мира по версии WBA, 5-я защита Лебедева. Завоевал титул чемпиона мира по версии IBF, 2-я защита Рамиреса. |
| 30  | 28(21)-1, 1NC | Первая тяжёлая    | 4 ноября 2015    | 36 лет 2 месяца и 21 день    | Латиф Кайоде (21-0)            | 32 года 8 месяцев и 1 день   | Татнефть-Арена, Казань, Россия                                             | TKO8 (12) 1:22 | Кайоде 2 раза в нокдауне в 8 раунде. Защитил титул чемпиона мира по версии WBA, 4-я защита Лебедева.                                                                  |
| 29  | 27(20)-1, 1NC | Первая тяжёлая    | 10 апреля 2015   | 35 лет 7 месяцев и 27 дней   | Йоури Каленга (21-1)           | 27 лет и 14 дней             | Лужники, Москва, Россия                                                    | UD12 (12)      | 116-111 115-112 116-110. Лебедев в нокдауне в 4 раунде. Каленга в нокдауне в 7 раунде. Защитил титул чемпиона мира по версии WBA, 3-я защита Лебедева.                |
| 28  | 26(20)-1, 1NC | Первая тяжёлая    | 27 сентября 2014 | 35 лет 1 месяц и 13 дней     | Павел Колодзей (33-0)          | 34 года и 3 дня              | Дворец Спорта в Крылатском, Москва, Россия                                 | KO2 (12) 2:08  | Защитил титул чемпиона мира по версии WBA, 2-я защита Лебедева. |
| 27  | 25(19)-1, 1NC | Первая тяжёлая    | 17 мая 2013      | 33 года 9 месяцев и 3 дня    | Гильермо Джонс (38-3-2)        | 41 год и 12 дней             | Крокус Сити Холл, Мякинино, Россия                                         | NC11 (12) 1:54 | Потерял титул чемпиона мира по версии WBA, 2-я защита Лебедева. Позже из-за провала Джонсом допинг-теста титул был возвращён Лебедеву, а бой признан несостоявшимся.  |
| 26  | 25(19)-1      | Первая тяжёлая    | 17 декабря 2012  | 33 года 4 месяца и 3 дня     | Сантандер Сильгадо (23-0)      | 27 лет 6 месяцев и 5 дней    | Крокус Сити Холл, Мякинино, Россия                                         | KO4 (12) 2:14  | Защитил титул чемпиона мира по версии WBA, 1-я защита Лебедева. |
| 25  | 24(18)-1      | Первая тяжёлая    | 4 апреля 2012    | 32 года 7 месяцев и 21 день  | Шон Кокс (16-1)                | 37 лет 5 месяцев и 9 дней    | Крокус Сити Холл, Мякинино, Россия                                         | KO2 (12) 2:22  | Защитил титул временного чемпиона мира по версии WBA, 1-я защита Лебедева.                                                                                            |
| 24  | 23(17)-1      | Первая тяжёлая    | 4 ноября 2011    | 32 года 2 месяца и 21 день   | Джеймс Тони (73-6-3)           | 43 года 2 месяца и 11 дней   | Мегаспорт, Москва, Россия                                                  | UD12 (12)      | 120-108 120-108 120-108.Завоевал титул временного чемпиона мира по версии WBA.                                                                                        |
| 23  | 22(17)-1      | Первая тяжёлая    | 21 мая 2011      | 31 год 9 месяцев и 7 дней    | Рой Джонс (54-7)               | 42 года 4 месяца и 5 дней    | Дворец Спорта в Крылатском, Москва, Россия                                 | KO10 (10) 2:58 | |
| 22  | 21(16)-1      | Первая тяжёлая    | 18 декабря 2010  | 31 год 4 месяца и 4 дня      | Марко Хук (30-1)               | 26 лет 1 месяц и 7 дней      | Max Schmeling Halle, Prenzlauer Berg, Берлин, Германия                     | SD12 (12)      | 116-112 113-115 113-115.Бой за титул чемпиона мира по версии WBO,5-я защита Хука.                                                                                     |
| 21  | 21(16)-0      | Первая тяжёлая    | 17 июля 2010     | 30 лет 11 месяцев и 3 дня    | Александр Алексеев (19-1)      | 29 лет 2 месяц и 17 дней     | Sport and Congress Center, Шверин, Мекленбург-Передняя Померания, Германия | KO2 (12) 2:43  | |
| 20  | 20(15)-0      | Первая тяжёлая    | 22 февраля 2010  | 30 лет 6 месяцев и 8 дней    | Игнасио Эспарса (16-1)         | 32 года 8 месяцев и 18 дней  | Удмуртский цирк, Ижевск, Россия                                            | KO4 (12) 2:59  | Эспарса в нокдауне в 1 раунде.Защитил титул интерконтинентального чемпиона по версии WBO,2-я защита Лебедева.                                                         |
| 19  | 19(14)-0      | Первая тяжёлая    | 17 декабря 2009  | 30 лет 4 месяца и 3 дня      | Али Исмаилов (16-2-1)          | 35 лет 7 месяцев и 9 дней    | Бойцовский клуб Гладиатор, Санкт-Петербург, Россия                         | RTD6 (12) 3:00 | Бой прекращен из-за рассечения.Защитил титул интерконтинентального чемпиона по версии WBO,1-я защита Лебедева.                                                        |
| 18  | 18(13)-0      | Первая тяжёлая    | 18 июля 2009     | 29 лет 11 месяцев и 4 дня    | Энцо Маккаринелли (29-3)       | 28 лет 10 месяцев и 28 дней  | M.E.N. Arena, Манчестер, Ланкашир, Великобритания                          | TKO3 (12) 2:20 | Завоевал вакантный титул интерконтинентального чемпиона по версии WBO.                                                                                                |
| 17  | 17(12)-0      | Первая тяжёлая    | 22 марта 2009    | 29 лет 11 месяцев и 4 дня    | Элисео Кастильо (20-2-1)       | 33 года 10 месяцев и 21 день | Машиностроитель, Балашиха, Россия                                          | TKO5 (8) 2:50  | Кастильо 2 раза в нокдауне в 5 раунде. |
| 16  | 16(11)-0      | Первая тяжёлая    | 17 декабря 2008  | 29 лет 4 месяца и 3 дня      | Дмитрий Адамович (2) (14-20)   | 33 года 2 месяца и 7 дней    | КРЦ Арбат, Москва, Россия                                                  | TKO4 (10) 2:19 | Адамович 2 раза в нокдауне во 2 раунде.Адамович 2 раза в нокдауне в 3 раунде. Адамович 2 раза в нокдауне в 4 раунде.                                                  |
| 15  | 15(10)-0      | Первая тяжёлая    | 6 сентября 2008  | 29 лет и 23 дня              | Ник Окот (6-19-4)              | 35 лет 1 месяц и 18 дней     | M.E.N. Arena, Манчестер, Ланкашир, Великобритания                          | TKO2 (8) 2:47  | |
| 14  | 14(9)-0       | Первая тяжёлая    | 19 июля 2008     | 28 лет 11 месяцев и 5 дней   | Арчил Мезвришвили (8-2)        | 29 лет 2 месяца и 19 дней    | Олимпийский Дворец Спорта, Чехов, Россия                                   | KO1 (8) 1:35   | |
| 13  | 13(8)-0       | Полутяжёлая       | 24 сентября 2004 | 25 лет 1 месяц и 10 дней     | Артём Вычкин (4-13-1)          | 25 лет 6 месяцев и 9 дней    | Ледовый Дворец, Новосибирск, Россия                                        | UD10 (10)      | 100-90 100-90 100-90.Завоевал вакантный титул чемпиона России. |
| 12  | 12(8)-0       | Полутяжёлая       | 6 июля 2004      | 24 года 10 месяцев и 22 дня  | Баграт Макхамов (4-13-1)       | 35 лет 10 месяцев и 12 дней  | Крылья Советов, Москва, Россия                                             | TKO2 (8)       | |
| 11  | 11(7)-0       | Полутяжёлая       | 26 июня 2003     | 23 года 10 месяцев и 12 дней | Евгений Бубулих (2-0)          | 21 год 3 месяца и 13 дней    | Крылья Советов, Москва, Россия                                             | UD8 (8)        | |
| 10  | 10(7)-0       | Полутяжёлая       | 29 мая 2003      | 23 года 9 месяцев и 15 дней  | Сергей Караневич (14-6)        | 20 лет 8 месяцев и 29 дней   | Центр на Тульской, Москва, Россия                                          | UD6 (6)        | |
| 9   | 9(7)-0        | Полутяжёлая       | 15 мая 2003      | 23 года 9 месяцев и 1 день   | Бэрри Батлер (12-11)           | 32 года 4 месяца и 15 дней   | Max Schmeling Halle, Prenzlauer Berg, Берлин, Германия                     | KO4 (8) 2:48   | Батлер 2 раза в нокдауне в 4 раунде. |
| 8   | 8(6)-0        | Полутяжёлая       | 3 октября 2002   | 23 года 1 месяц и 19 дней    | Дмитрий Явмененко (0-3)        | 22 года 1 месяц и 7 дней     | Гигантский зал, казино Конти, Санкт-Петербург, Россия                      | TKO2 (4)       | |
| 7   | 7(5)-0        | Полутяжёлая       | 10 сентября 2002 | 23 года и 27 дней            | Роман Бабаев (20-16-1)         | 27 лет 11 месяцев и 3 дня    | Крылья Советов, Москва, Россия                                             | RTD4 (6) 3:00  | |
| 6   | 6(4)-0        | Полутяжёлая       | 23 апреля 2002   | 22 года 8 месяцев и 9 дней   | Дмитрий Адамович (2-0)         | 26 лет 6 месяцев и 13 дней   | Крылья Советов, Москва, Россия                                             | KO5 (8)        | |
| 5   | 5(3)-0        | Полутяжёлая       | 26 декабря 2001  | 22 года 4 месяца и 12 дней   | Рисибой Шамирзаев (6-3-1)      | 28 лет 8 месяцев и 11 дней   | КРЦ Арбат, Москва, Россия                                                  | TKO9 (12)      | Защитил титул чемпиона России,1-я защита Лебедева. |
| 4   | 4(2)-0        | Полутяжёлая       | 7 ноября 2001    | 22 года 2 месяца и 24 дня    | Мирзохид Янбаев (1-3)          |                              | КРЦ Арбат, Москва, Россия                                                  | TKO4 (6)       | |
| 3   | 3(1)-0        | Полутяжёлая       | 9 июня 2001      | 21 год 9 месяцев и 26 дней   | Нурдин Мелих (1-5)             | 27 лет 4 месяца и 5 дней     | Дворец Спорта Дружба, Москва, Россия                                       | TKO3 (12) 1:50 | Завоевал титул чемпиона России. |
| 2   | 2(0)-0        | Первая тяжёлая    | 6 марта 2001     | 21 год 6 месяцев и 20 дней   | Денис Дерябкин (0-2)           | 27 лет 4 месяца и 5 дней     | ЦСКА, Москва, Россия                                                       | UD6 (6)        | |
| 1   | 1(0)-0        | Полутяжёлая       | 27 февраля 2001  | 21 год 6 месяцев и 13 дней   | Теймураз Кекалидзе (16-13)     | 35 лет 10 месяца и 2 дня     | Москва, Россия                                                             | UD6 (6)        | |
| Бой | Рекорд        | Весовая категория | Дата             | Возраст                      | Соперник                       | Возраст соперника            | Место боя                                                                  | Результат      | Данные о бое |

## Факты
- Вопреки имиджу Дениса Лебедева, выходящего на ринг и появляющегося на публике в голубой тельняшке и в голубом берете, являющихся непременным атрибутом ВДВ, он никогда не служил в воздушно-десантных войсках[39][40]. Этот свой имидж Денис Лебедев объясняет тем, что дружит с десантниками и регулярно приезжает в 45-й полк специального назначения, и именно из уважения к ВДВ он надевает тельняшку десантника. А летом 2011 года Денис Лебедев был официально принят в «Союз десантников России»[41].
- 27 сентября 2014 года Лебедев нокаутировал польского боксёра Павла Колодзея уже во втором раунде. После этого боя Лебедев получил от премьер-министра Крыма Сергея Аксёнова 500 тыс. рублей в подарок, но пожертвовал эти деньги пострадавшим от войны на юго-востоке Украины[42].